# Message in a Bottle (canção de Taylor Swift)
"Message in a Bottle" é uma canção da cantora e compositora estadunidense Taylor Swift, gravada para a regravação de seu quarto álbum de estúdio Red (Taylor's Version) (2021). A faixa foi composta pela artista em conjunto com Max Martin e Shellback, com produção assinada por Elvira Anderfjärd e Shellback.  "Message in a Bottle" é uma canção derivada dos gêneros dance-pop e electropop com uma produção influenciada pelas produções da década de 1980, com sintetizadores e um baixo pulsante.
"Message in a Bottle" foi lançada pela Republic Records nas rádios contemporâneas dos Estados Unidos como single em 16 de novembro de 2021. Os críticos musicais geralmente elogiaram a produção da música como cativante, embora alguns a tenham achado desanimadora. A canção alcançou a posição de número cinquenta na Billboard Global 200 e alcançou sucesso em países como Austrália, Canadá e Estados Unidos.

## Antecedentes
Depois de encerrar seu contrato de treze anos com a Big Machine Records, Taylor Swift assinou um novo contrato de gravação com a Republic Records, uma divisão da Universal Music Group, que garantiu a ela os direitos de possuir os masters da nova música que ela irá lançar. Em 2019, o empresário americano Scooter Braun e sua empresa Ithaca Holdings adquiriram a Big Machine. Como parte da aquisição, a propriedade dos masters dos primeiros seis álbuns de estúdio de Swift, incluindo Red, foi transferida para a Braun. Em agosto de 2019, Swift denunciou a compra da gravadora por Braun e anunciou que ela regravaria seus seis primeiros álbuns de estúdio, de modo a possuir seus próprios masters. Em novembro de 2020, Braun vendeu os masters para Shamrock Holdings, uma empresa americana de private equity pertencente à Disney, sob as condições de que Braun e Ithaca Holdings continuarão a lucrar financeiramente com os álbuns. Swift começou a regravar os álbuns em novembro de 2020.
Em 9 de abril de 2021, Swift lançou a regravação Fearless (Taylor's Version), o primeiro de seus seis álbuns regravados. Alcançou sucesso comercial e de crítica, e estreou no número um na parada da Billboard 200 como o primeiro álbum regravado da história no topo das paradas. Em 12 de novembro de 2021, ela lançou seu segundo álbum regravado Red (Taylor's Version) em 12 de novembro de 2021. Além das faixas regravadas, continha várias faixas inéditas intituladas "From the Vault", que ela havia escrito para o álbum em seu lançamento original, mas acabaram sendo descartadas do projeto.

## Estrutura musical e conteúdo lírico
"Message in a Bottle" foi a primeira faixa que Swift escreveu com os produtores suecos Max Martin e Shellback para integrarem o álbum em meados de 2011-2012. Os dois produtores introduziram uma produção pop eletrônica que consiste em sintetizadores pulsantes, bumbo programado e vocais processados eletronicamente no álbum original do Red com as faixas "22", "We Are Never Ever Getting Back Together" e " I Knew You Were Trouble". Produzida por Shellback e Elvira Anderfjärd, "Message in a Bottle" se alinhou esteticamente com as três faixas do Red lançadas anteriormente. É uma canção derivada do dance-pop e electropop com a presença de sintetizadores de produção e um baixo pulsante. Shellback e Anderfjärd tocavam teclado; Shellback tocou guitarra e Anderfjärd tocou baixo e bateria. Alguns críticos comentaram que "Message in a Bottle" poderia caber no álbum 1989 (2014), de Swift, que ela descreveu como seu primeiro álbum voltado para o gênero pop. Hannah Mylrea, da NME, disse que a produção influenciada pela década de 1980 lembrava as produções do álbum Emotion (2015), da cantora canadense Carly Rae Jepsen. A letra é sobre a ansiedade resultante de se apaixonar por alguém (Mas agora / Você está tão longe e eu estou deprimido / Sentindo-me como um rosto na multidão / Estou alcançando você, apavorado).

## Recepção crítica
"Message in a Bottle" recebeu críticas geralmente positivas da mídia especializada. Paul Bridgewater, do The Line of Best Fit, rotulou a faixa de "A-grade Swift", enquanto Beth Kirkbride, do Clash, pensou que a paisagem sonora eletrônica contribuiu para os diversos estilos musicais do Red (Taylor's Version). Classificando "Message in a Bottle" em terceiro lugar entre as nove faixas do álbum, Jason Lipshutz, da Billboard, descreveu a faixa como "compacta, propulsiva" com "a mesma energia (e charme crepitante)" das músicas que impulsionaram a arte de Swift em relação ao álbum 1989. Jonathan Keefe, da Slant Magazine, disse que "Message in a Bottle" tinha um gancho cativante como os singles "We Are Never Ever Getting Back Together" e "Shake It Off", mas ele disse que não tinha "o eu". -repetições conscientes desses golpes". Chris Willman, da Variety, deu à música uma classificação de quatro estrelas; ele opinou que a faixa "completamente contagiante" tinha "uma forte chance de status de single de sucesso", mas acrescentou que "por melhor que seja, você pode imaginar quase qualquer pessoa no pop cantando-a". Laura Snapes, do The Guardian, considerou "Message in a Bottle" genérica e inferior em comparação com "22". Rob Sheffield, da Rolling Stone, concordou que "Message in a Bottle" soava muito semelhante a "22", o que tornou compreensível que Swift a tenha deixado de fora do Red original. Olivia Horn, da Pitchfork, fez uma crítica morna, elogiando a produção, mas criticando sua "falta de personalidade".